# پریفری
پریفری (انگلیسی: Periphery) یک گروه پراگرسیو متال آمریکایی از واشینگتن، دی.سی. است که در سال ۲۰۰۵ آغاز به کار کرد.